# Marwan Hamadeh

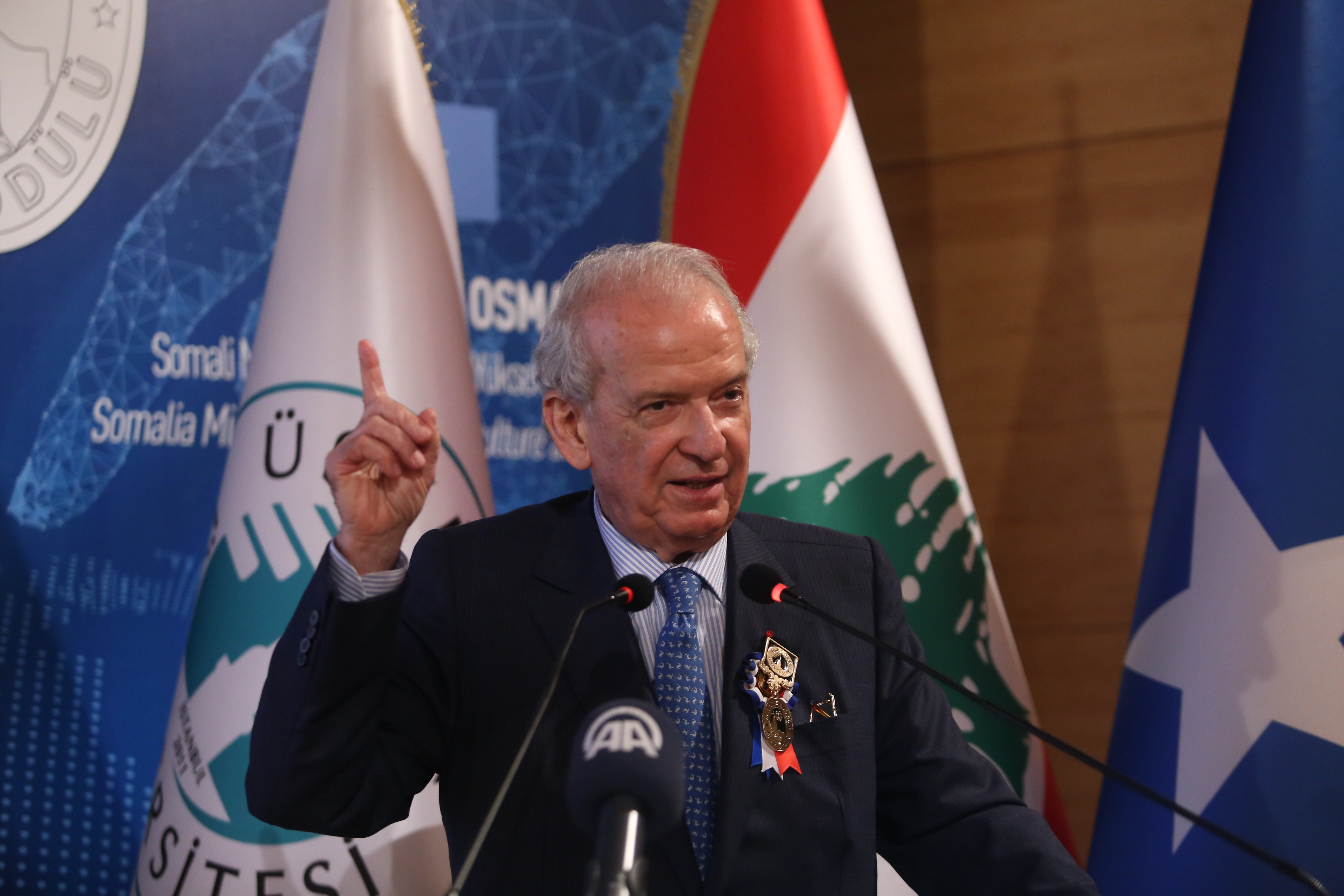
Marwan Hamadeh (2018)

Marwan Hamadeh (arabisch مروان حمادة; * 11. September 1939 in Beirut) ist in der derzeitigen libanesischen Regierung Minister für Telekommunikation. In früheren Kabinetten hatte er außerdem Positionen als Minister für Wirtschaft und Handel, Minister für Tourismus und als Gesundheitsminister inne.
Hamadeh wurde am 1. Oktober 2004 durch eine Autobombe verletzt, die seinen Fahrer tötete und seinem Leibwächter Verletzungen zufügte. Dieses Attentat kann als der Beginn der Attentatsserie gegen prowestliche libanesische Politiker und Journalisten gelten. Marwan Hamadeh hatte nur wenige Wochen vor der Explosion seinen Rücktritt als Minister eingereicht, um gegen die Verfassungsänderung zur Verlängerung des Mandats von Präsident Émile Lahoud um drei weitere Jahre zu protestieren. Hamadeh ist ein Kritiker der syrischen Besatzung im Libanon und ist politisch verbündet mit Drusenführer Walid Dschumblat. Nadia Tueni, Hamadehs Schwester, ist eine Autorin und Dichterin, verheiratet mit Ghassan Tueni, UN-Botschafter und Herausgeber der libanesischen Tageszeitung An-Nahar.